# المقاصة الفلسطينية لدى إسرائيل
المقاصة الفلسطينية لدى إسرائيل، هي مقاصة تعود إلى السلطة الفلسطينية وموجودة لدى إسرائيل، وهي الإيرادات الضريبية والرسوم والجمارك المفروضة على السلع والبضائع المستوردة إلى فلسطين، أو عبر إسرائيل والمعابر والحدود حسب اتفاقية أوسلو، تجبيها طواقم وزارة المالية الإسرائيلية بشكل شهري نيابة عن السلطة وتحولها لوزارة المالية وخزينة السلطة الفلسطينية.

## معدل المقاصة
يبلغ معدل المقاصة، من ضرائب وإيرادات نهاية كل شهر مقابل عمولة 3%، بين 700 و800 مليون شيكل شهرياً.

## حجز أموال المقاصة
تحتفظ إسرائيل بهذه المبالغ بحساب فرعي لدى وزارة المالية، وتقوم باستمرار بحجز واقتطاع مبالغ منها وتحويلها كتعويضات لعائلات إسرائيلية قتل أفراد منها في عمليات فلسطينية كما تدعي.
في سنة 2023 إحتجزت إسرائيل أموال الضرائب بعد عملية طوفان الأقصى. في 21 يناير 2024، صادق المجلس الوزاري الإسرائيلي المصغر على خطة تجميد أموال المقاصة المخصصة لغزة، والتي يفترض تحويلها للسلطة الوطنية الفلسطينية، وأضاف البيان أنه "سيسمح أي إخلال بهذا الاتفاق لوزير المالية بالتجميد الفوري لكافة أموال المقاصة الخاصة بالفلسطينيين".

## فاتورة المقاصة
عندما تتم عملية بضاعة خاضعة لضريبة القيمة المضافة بين طرف فلسطيني وآخر إسرائيلي يقوم البائع بإصدار فاتورة ضريبة خاصة يطلق عليها اسم فاتورة مقاصة.